# HTTP zaglavlja

HTTP zaglavlja (engl. HTTP Header, polja zaglavlja) su komponente zaglavlja poruke zahteva i odgovora u Hypertext Transfer Protocol (HTTP). Oni definišu operativne parametre jedne HTTP transakcije.
Polja zaglavlja se prenose nakon zahteva ili odgovora linije, prve linije poruke. Heder polja su kolonom predvojeni parovi ime - vrednost u formatu nizova čistog teksta, obustavljeni povratkom na početak reda (CR) i spuštanje za red niže (LF) 
niza karaktera. Kraj polja zaglavlja ukazuje prazno polje, što je dovelo do prenosa dva uzastopna CR-LF para. Dugi
redovi mogu da se sastoje od više linija, neprekidne linije su označene prisustvom prostora (SP) ili horizontalnim tabulatorom
(HT) kao prvim karakterom u sledećoj liniji. Nekoliko polja takođe mogu da sadrže komentare, što može da bude ignorisano od strane softvera.
Unutrašnji niz polja je standardizovan od strane Internet Engineering Task Force (IETF) u  2616 i drugim ažuriranjima i dodatnim dokumentima, i mora da se sprovodi od strane svih HTTP kompatibilnih protokol imlementacija. Dodatna imena polja i dozvoljene vrednosti mogu da budu definisane svakom aplikacijom.
Stalni registar zaglavlja i spremišta privremenih registracija se održava od strane IANA.
Mnoge vrednosti polja mogu sadržati kvalitetan (q) par ključne vrednosti, navodeći da koristi težinu u korist pregovora.
Ne postoje ograničenja za ime svakog polja zaglavlja ili vrednost ili broj zaglavlja u samom standardu. Međutim većina servera, klijenata i proksi softvera nameće
neka ograničenja zbog praktičnih i bezbednosnih razloga. Na primer Apache 2.3 server uslovljava velićinu svakog zaglavlja na veličinu od 8190 bajta, i može da bude najviše 100 zaglavlja u pojedinačnom zahtevu.

## Zahtevi
| Ime polja | Opis | Primer |
| --------- | --- | ------ |
|           | vrste sadržaja koje su prihvatljive za odgovor |        |
|           | grupa karaktera koji su prihvatljivi |        |
|           | prihvatljive šeme za kompresiju (vidi kompresija) |        |
|           | prihvatljivi ljudski jezici za odgovor |        |
|           | prihvatljiva verzija u vremenu |        |
|           | potvrda lozinka za autentičnost |        |
|           | koristi se da naznači direktive koje moraju biti izvršene od strane svih skladišnih mehanizama duž lanca zahtev/odgovor |        |
|           | koju vrstu veze će korisnik - agent preferirati |        |
|           | kolačići prethodno poslati od strane servera sa (ispod) |        |
|           | dužina tela zahteva u oktetima (8-bit bajtovi) |        |
|           | Base64-binarnih lozinki MD5 zbira sadržaja tela zahteva |        |
|           | vrsta tela zahteva (korišćena sa POST i PUT zahtevima) |        |
|           | datum i vreme kada je poruka poslata |        |
|           | ukazuje da su određena ponašanja servera zahtevana od strane klijenata |        |
|           | imejl adresa korisnika pravi zahtev |        |
|           | Ime domena servera (za virtuelan hosting) i TCP port broj na kom server sluša. Broj portova može biti izostavljen ako je port standardan port za servisne zahteve. Obavezan od HTTP/1.1. Iako je ime domena naznačeno kao osetljivo na veličinu slova, nije precizirano da li sadržaj host polja treba tumačiti na način nezavisan od veličine slova, a u praksi neke implementacije virtual hostinga tumače sadržaj host polja na način nezavisan od veličine slova. |        |
|           | Izvodi akciju samo ako klijent dobije entitet koji se poklapa sa istim entitetom na serveru. Ovo je uglavnom za metode kao PUT da samoažurira resurse ako nisu bili izmenjeni od kada ih je korisnik zadnje ažurirao. |        |
|           | Dozvoljava 304 nije promenjeno da bude vraćeno ako je sadržaj nepromenjen |        |
|           | Dozvoljava 304 nije promenjeno da bude vraćeno ako je sadržaj nepromenjen |        |
|           | Ako je entitet nepromenjen, pošalje mu deo (delove) koji mu nedostaju, inače pošalje mu ceo nov entitet. |        |
|           | Pošalje odgovor samo ako entitet nije menjan neko određeno vreme. |        |
|           | Određuje broj puta koliko poruka može biti prosleđena kroz proksije ili prevodilac protokola (). |        |
|           | Inicira zahtev za cross-origin resource sharing (CORS). Pita server za ''. je mehanizam koji dozvoljava veb strani da napravi za drugi domen. |        |
|           | Ubacuje specifična zaglavlja koja mogu imati različite efekte bilo gde duž lanca zahtev - odgovor. |        |
|           | Odobrenje lozinki za povezivanje na proksi. |        |
|           | Zahteva samo deo entiteta. Bajtovi se broje od nule. |        |
|           | Ovo je adresa prethodne internet stranice sa koje je usledio link do trenutno zahtevane stranice. Reč „referrer“ je pogrešno napisana u kao i većina implementacija. |        |
| TE        | Transfer lozinki koje je korisnički agent voljan da prihvati: mogu da se koriste iste vrednosti kao za odgovor zaglavlje Transfer-Encoding, plus "prikolice" vrednost (povezano sa "komad" metodom prenosa) da izveste server da očekuje da primi dodatna zaglavlja ("prikolice"), nakon poslednjeg, nulte veličine, komad. |        |
|           | Pita server da nadogradi drugi protokol. |        |
|           | Korisnički agent niz korisničkog agenta |        |
|           | Obaveštava server proksija kroz koje je zahtev bio poslat. |        |
|           | Generalno upozorenje o mogućim problemima sa telom entiteta. |        |

## Uobičajna nestandarna zaglavlja zahteva
Nestandarna polja zaglavlja su bila konvencijalno obeležena prefiksom -X ispred imena polja. Međutim, ova konvencija je postala zastarela u junu 2012. zbog 
neprijatnosti izazvanih kada su nestandarna zaglavlja postala standardna. Na primer X-Gzip i Gzip su sada oba podržana zaglavlja za kompresovane HTTP
zahteve i odgovore.
| Ime polja         | Opis | Primer                                                                                 |
| ----------------- | --- | -------------------------------------------------------------------------------------- |
|                   | Uglavnom se koristi za identifikaciju zahteva. Većina okvira šalje ovo zaglavlje sa vrednošću . |                                                                                        |
|                   | Zahteva od internet aplikacije da onemogući pracenje Ovo je Mozilina verzija X-Do-Not-Track zaglavlja (od Firefox 4.0 Beta 11 ). Safari i IE9 takodje imaju podršku za ova zaglavlja. 7.marta 2011 nacrt predloga je predat IETF-u. W3C Tracking Protection Working Group proizvodi specifikaciju. | DNT: 1 (Do Not Track Enabled) DNT: 0 (Do Not Track Disabled)                           |
| X-Forwarded-For   | De facto standard za utvrdjivanje IP adrese klijenta povezuje se sa serverom putem httpproksi servera ili load b | X-Forwarded-For: client1, proxy1, proxy2 X-Forwarded-For: 129.78.138.66, 129.78.64.103 |
| X-Forwarded-Proto | De facto standard za utvrđivanje porekla protokola http zahteva, od kada reverse proksi (load balancer) može komunicirati sa internet serverom koristeći http čak iako je zahtev reverse proksi serveru https.                                                                                     | X-Forwarded-Proto: https                                                               |
| Front-End-Https   | Nestandarno zaglavlje koje koriste Microsoft aplikacije i load-balanseri. | Front-End-Https: on                                                                    |
| X-ATT-DeviceId    | Omogućava lakšu analizu od strane MakeModel/Firmware koji se nalazi u User-Agent String u AT&T uređaja. | x-att-deviceid: MakeModel/Firmware                                                     |
| X-Wap-Profile     | Linkovi ka XML datotekama na internetu sa punim opisom i detaljima o uređaju koji se trenutno povezuje. Na primer, na desnoj strani je XML datoteka za AT&T Samsung Galaxy S2. | x-wap-proДатотека: http://wap.samsungmobile.com/uaprof/SGH-I777.xml                    |
| Proxy-Connection  | Realizovana kao nerazumevanje http specifikacija. Obično zbog grešaka u realizaciji ranih http verzija. Ima potpuno istu funkcionalnost kao standardni priključak zaglavlju. | Proxy-Connection: keep-alive                                                           |

## Odgovori
| IME POLJA                   | OPIS | PRIMER |
| Access-Control-Allow-Origin | Navodi koji internet sajtovi mogu da pristupe cross-origin resource sharing | Access-Control-Allow-Origin: * |
| Accept-Ranges               | Koje vrste parsijalnih opsega sadrzaja server podržava | Accept-Ranges: bytes |
| Age                         | Doba u koje je objekat bio u proxy cache u sekundi | Age: 12 |
| Allow                       | Važeće akcije za određeni resurs. Uoptebljva se za 405 metod Nije dopušteno. | Allow: GET, HEAD |
| Cache-Control               | Govori svim mehanizmima skladištenja od servera do korisnika da li može da se skladišti ovaj objekat. Meri se u sekundi. | Cache-Control: max-age=3600 |
| Connection                  | Opcije koje su poželjne za povezivanje. | Connection: close |
| Content-Encoding            | Tip lozinki koji se koristi za podatke. Videti HTTP kompresiju. | Content-Encoding: gzip |
| Content-Language            | Jezik na kome je sadržaj. | Content-Language: da |
| Content-Length              | Dužina tela odgovora u oktetima. (8-bit bajta) | Content-Length: 348 |
| Content-Location            | Alternativna lokacija za vraćene podatke. | Content-Location: /index.htm |
| Content-MD5                 | Baza 64 binarnih lozinki MD5 zbir sadržaja odgovora. | Content-MD5: Q2hlY2sgSW50ZWdyaXR5IQ==                                                                                             |
| Content-Disposition         | Mogusnost da izađe "File Download" okvir za dijalog za poznati MIME sa binarnim formatom ili predlog za ime datoteke za dinamički sadrzaj. Navodnici su neophodni za specijalne karaktere. | Content-Disposition: attachment; filename="fname.ext"                                                                             |
| Content-Range               | Gde u punom telu poruke ovaj deo pripada. | Content-Range: bytes 21010-47021/47022                                                                                            |
| Content-Type                | MIME vrsta ovog sadržaja. | Content-Type: text/html; charset=utf-8                                                                                            |
| Date                        | Datum i vreme kada je poruka bila poslata. | Date: Tue, 15 Nov 1994 08:12:31 GMT                                                                                               |
| ETag                        | Identifikator za određenu verziju izvora, često za funkcije za sažimanje. | ETag: "737060cd8c284d8af7ad3082f209582d"                                                                                          |
| Expires                     | Daje datum/vreme posle koga se odgovor smatra zastarelim. | Expires: Thu, 01 Dec 1994 16:00:00 GMT                                                                                            |
| Last-Modified               | Poslednje promenjen datum za traženi objekat u 2822 formatu. | Last-Modified: Tue, 15 Nov 1994 12:45:26 GMT                                                                                      |
| Link                        | Koristi se da izrazi otkucanu vezu sa drugim izvorom , gde je tip odnosa definisan od strane 5988 | Link: </feed>; rel="alternate" |
| Location                    | Koristi se u preusmeravanju, ili kada je napravljen novi izvor. | Location: http://www.w3.org/pub/WWW/People.html                                                                                   |
| P3P                         | Ovo zaglavlje je trebalo da postavi P3P politiku u formi P3P:CP="your_compact_policy". Međutim, P3P nisu podržani, vecina pretraživača ih nije nikada u potpunosti implementirala, dosta internet sajtova postavlja ovo zaglavlje sa lažnim tekstom politike, to je bilo dovoljno da prevari pretraživače za postojanje P3P politike i da dozvolu za kolačiće trece vrste(kolačići postavljeni sa različitim domenom od onog koji je pokazan u address bar-u). | P3P: CP="This is not a P3P policy! See - http://www.google.com/support/accounts/bin/answer.py?hl=en&answer=151657 for more info." |
| Pragma                      | Implementira specifična zaglavlja koja mogu biti bilo gde duž lanca zahtev - odgovor. | Pragma: no-cache |
| Proxy-Authenticate          | Zahteva proveru identiteta za pristup proksiju. | Proxy-Authenticate: Basic |
| Refresh                     | Koristi se u preusmeravanju ili kad je novi resurs kreiran.Ovaj refresh preusmerava posle 5 sekundi. Ovo je vlasničko, nestandarno dodatno zaglavlje uvedeno od strane Netscape -a, i podrzavaju ga mnogi pretraživači. | Refresh: 5; url=http://www.w3.org/pub/WWW/People.html                                                                             |
| Retry-After                 | Ako je neki entitet privremeno nedostupan, ovo ukazuje korisniku da proba ponovo posle izvesnog vremena. | Retry-After: 120 |
| Server                      | Ime servera | Server: Apache/2.4.1 (Unix) |
| Set-Cookie                  | Http kolačić | Set-Cookie: UserID=JohnDoe; Max-Age=3600; Version=1                                                                               |
| Status                      | Http status odgovora. | Status: 200 OK |
| Strict-Transport-Security   | HSTS politika koja obaveštava http korisnika koliko dugo da skladišti samo https politiku i da li ovo ukljucuje poddomene. | Strict-Transport Security: max-age=16070400; includeSubDomains                                                                    |
| Trailer                     | Trailer polje opšte vrednosti ukazuje da je dat set polja zaglavlja predstavljen u trailer-u poruke lozinke sa chunked transfer-coding. (To je mehanizam transfera podataka u verziji 1.1 Http u kom se podaci šalju u seriji "chunks"-ova.) | Trailer: Max-Forwards |
| Transfer-Encoding           | Forma lozinki koja se koristi za bezbedan transfer entiteta do korisnika.Trenutno definisane metode su: chunked, kompresija, deflate ("zlib" format with "deflate" kompresijom ), gzip, identitet. | Transfer-Encoding:chunked |
| Vary                        | Pokazuje nizvodnim proksijima kako da podese buduća zaglavlja zahteva da odluči da li da se skladišten odovor koristi umesto zahtevanja novog koji je poreklom sa servera. | Vary: * |
| Via                         | Obaveštava korisnika o proxy-ju preko koje je odgovor poslat. | Via: 1.0 fred, 1.1 example.com (Apache/1.1)                                                                                       |
| Warning                     | Opšte upozorenje o mogucim problemima sa telom entiteta. | Warning: 199 Miscellaneous warning                                                                                                |
| WWW-Authenticate            | Ukazuje na šemu identifikacije koja treba da se koristi za pristup zahtevanom entitetu. | WWW-Authenticate: Basic |

## Uobicajna nestandardna zaglavlja odgovora
| IME POLJA                                                        | OPIS | PRIMER                                                                            |
| X-Frame-Options                                                  | Clickjacking zaštita: "deny" - nema vraćanja unutar okvira, "sameorigin" - nema vraćanja ako se poreklo ne poklapa.                                                                      | X-Frame-Options: deny                                                             |
| X-XSS-Protection                                                 | Cross-site scripting (XSS) filter (vrsta slabosti u bezbednosti racunara koja se tipično nalazi u internet aplikacijama)                                                                 | X-XSS-Protection: 1; mode=block                                                   |
| Content-Security-Policy, X-Content-Security-Policy, X-WebKit-CSP | Content Security Policy definicija. (to je koncept bezbednosti računara, da spreči Cross-site scripting i povezane napade)                                                               | X-WebKit-CSP: default-src 'self'                                                  |
| X-Content-Type-Options                                           | Samodefinisana vrednost, "nosniff", sprečava Internet Explorer od MIME šunjanja odgovora od deklarisanog tipa sadržaja. Ovo važi i za Google Chrome, kada se skidaju dodaci.             | X-Content-Type-Options: nosniff                                                   |
| X-Powered-By                                                     | Specificira tehnologiju (kao ASP.NET, PHP, JBoss) koja podržava aplikaciju (verzije detalja su često u X-Runtime, X-Version, ili X-AspNet-Version)                                       | X-Powered-By: PHP/5.4.0                                                           |
| X-UA-Compatible                                                  | Preporučuje željeni motor vraćanja (često backward-compatibility mode) koji treba da se koristi da se prikaže sadržaj. Takođe se koristi da aktivira Chrome Frame u Internet Explorer-u. | X-UA-Compatible: IE=EmulateIE7 X-UA-Compatible: IE=edge X-UA-Compatible: Chrome=1 |

## Efekti izabranih polja zaglavlja

### Izbegavanje skladistenja
Ako internet server odgovara sa Cache-Control: no-cache internet pretraživač ili drugi sistem skladištenja (središnji proksiji) ne sme da koristi odgovor da zadovolji naredne odgovore bez prethodne provere sa originalnog servera (ovaj proces se naziva validacija). Ovo polje zaglavlja je deo HTTP verzije 1.1 , i neki pretraživači i skladišta ga ignorišu. Može da bude simuliran postavljanjem Expires HTTP verzija 1.0 vrednosti polja zaglavlja u vreme koje je ranije od vremena odziva.
Obratite pažnju da no-cache ne upućuje pretraživače ili proksije o tome da li da skladišti ili ne skladišti sadržaj. To samo govori da pretraživači i proksiji treba da provere skladišteni sadržaj sa serverom pre nego što ga upotrebe (to se radi korišćenjem if-Modified-Since, If-Unmodified-Since, If-Match, If-None-Match atributa pomenutih ranije ). Slanjem no-cache vrednosti nalaže pretraživaču ili proksiju da ne koriste sadržaje skladišta samo na osnovu "kriterijuma svežine" sadržaja skladišta. Drugi uobičajen način da se spreči prikazivanje starog sadržaja bez validacije je Cache-Control: max-age=0. Ovo upućuje korisničkog agenta da je sadržaj zastareo i da treba da bude potvrđen pre upotrebe.
Polje zaglavlja Cache-Control: no-store ima za cilj da uputi aplikaciju pretraživača da primeni najbolje napore da ga ne
napiše na disk (tj. da ga ne kešira ).
Zahtev da se resurs ne treba keširati nije garancija da neće biti upisan na disku. Konkretno, HTTP/1.1 definicija pravi razliku
između istorijskih magacina i skladišta. Ukoliko korisnik kreće nazad na prethodnu stranicu pretraživač vam može još uvek prikazivati
stranicu koja je unešena na disku u istorijskom magacinu. Ovo je ispravno ponašanje prema specifikaciji.
Mnogi korisnički agenti pokazuju različita ponašanja u učitavanju stranica sa istorijskog magacina ili keša u zavisnosti
da li je protokol HTTP ili HTTPS.
Pragma: no-cache i Cache-Control: no-cache polje zaglavlja je HTTP/1.0 namenjeno za upotrebu u zaglavlju zahteva takodje.
To je naćin da pretraživač kaže serveru i bilo kom središnjem skladištu da zeli novu verziju izvora, a ne da server govori
pretraživaču da ne skladišti resurs. Pragma: no-cache je specifična implementacija , i neki korisnički agenti obraćaju pažnju
na ovo zaglavlje u odgovorima, ali HTTP/1.1 RFC posebno upozorava na oslanjanje na ovo ponašanje.

## Spoljašnje veze
-{
- 4229: HTTP Header Field Registrations. December 2005 (contains a more complete list of HTTP headers)
- 2616: IETF HTTP/1.1 RFC
- 2965: IETF HTTP State Management Mechanism RFC
- HTTP/1.1: Header Field Definitions
- HTTP/1.1 headers from a web server point of view
- HTTP Request Header Viewer
- HTTP Response Header Viewer - Retrieves the HTTP response headers of any domain.
- HTTP Header Viewer with Google App Engine
- Internet Explorer and Custom HTTP Headers - EricLaw's IEInternals - Site Home - MSDN Blogs
- crwlr.net - HTTP Header index
- HTTP Header with Privacyinfo - Display your HTTP request and response headers

}-